# Jeyhun Hajibeyli
Jeyhun Hajibeyli (en azerí: Ceyhun Hacıbəyli; Şuşa, Azerbaiyán, 15 de febrero de 1891 - París, 22 de octubre de 1962) fue lingüista, periodista, traductor y diplomático azerbaiyano.

## Biografía
Jeyhun Hajibeyli nació el 15 de febrero de 1891 en Şuşa. Él fue hermano de Uzeyir Hajibeyov y Zulfugar Hajibeyov. Después de graduarse de la escuela en Şuşa, continuó su educación en Bakú. Estudió en el Departamento de Derecho de la Universidad Estatal de San Petersburgo. Después estudió en la universidad de la Sorbona en París. Durante muchos años fue uno de los dos autores más activos del periódico Kaspi en París.
En 1919 Jeyhun Hajibeyli fue a Francia como miembro de la delegación, encabezada por Alimardan bey Topchubashov, para participar en la Conferencia de Paz de París (1919). Pero el 27 de abril de 1920, XI Ejército Rojo entró en Bakú y la República Democrática de Azerbaiyán cayó. Jeyhun Hajibeyli no pudo regresar a Azerbaiyán y vivió en París hasta el final de su vida.
Jeyhun Hajibeyli murió el 22 de octubre de 1962 y fue enterrado en París.